# Claudio Arzeno
Claudio David Arzeno Pessuto (Villa María, Córdoba, 16 de octubre de 1970) es un exfutbolista y entrenador argentino. Jugaba de defensor y su primer club fue Independiente. Actualmente forma parte del cuerpo técnico del Real Oviedo.

## Trayectoria

### Como jugador
Comenzó su carrera en 1990 jugando para Independiente. Jugó para el club hasta 1998, cuando se trasladó por primera vez a España para unirse a las filas de Racing de Santander, manteniéndose en el equipo racinguista hasta el año 2003.
Ese año regresó a Argentina para formar parte de las filas de Chacarita Juniors, donde  jugó hasta febrero de 2004.
Regresó a España para formar parte del plantel de Las Palmas que militaba en la Segunda División B, en donde finalmente se retira en junio de 2005.

### Como entrenador
Se inició como técnico en 2012 en el CD Puertollano de la Tercera División de España, al año siguiente entrenó a la SD Noja en Segunda B, donde fue cesado en la jornada 10.
En 2017 se incorporó al cuerpo técnico de Pachuca como ayudante de Diego Alonso, a quien acompañó en su paso por el Club de Fútbol Monterrey, la temporada 2018-19 y la siguiente al Inter de Miami de la Major League Soccer de Estados Unidos.
En 2022, luego de la llegada a Chivas de Fernando Hierro como director deportivo y de Veljko Paunović como entrenador, Arzeno es incorporado a su cuerpo técnico. Tras la salida del técnico serbio del cuadro guadalajarense, lo acompañó en su nueva aventura en Tigres UANL.
La etapa de Paunovic en México acabó con un sorprendente y polémico despido, tras ello el entrenador, Arzeno y el resto del cuerpo técnico regresaron a España, en este caso al Real Oviedo, equipo militante en Segunda División.

## Vida personal
Fue novio de Alejandra Pradón, por entonces cantante y vedette argentina. En 1997 se le detectaron metabolitos de cocaína durante un control antidopaje. El jugador argumentó que había ingerido un té de coca por un resfrío y recibió una sanción de sólo tres meses de suspensión.

## Clubes

### Como jugador
| Club                | País      | Año       |
| ------------------- | --------- | --------- |
| Independiente       | Argentina | 1990-1998 |
| Racing de Santander | España    | 1998-2003 |
| Chacarita Juniors   | Argentina | 2003-2004 |
| U. D. Las Palmas    | España    | 2004-2005 |

### Como entrenador
| Club                              | País           | Año             |
| --------------------------------- | -------------- | --------------- |
| Puertollano                       | España         | 2012-2013       |
| Noja                              | España         | 2013            |
| Pachuca (auxiliar técnico)        | México         | 2016-2017       |
| Monterrey (auxiliar técnico)      | México         | 2018-2019       |
| Inter de Miami (auxiliar técnico) | Estados Unidos | 2019-2021       |
| Guadalajara (auxiliar técnico)    | México         | 2022-2024       |
| Tigres UANL (auxiliar técnico)    | México         | 2024-2025       |
| Real Oviedo (auxiliar técnico)    | España         | 2025-actualidad |

## Palmarés

### Campeonatos nacionales
| Título           | Club          | Ciudad     | Año    |
| ---------------- | ------------- | ---------- | ------ |
| Primera División | Independiente | Avellaneda | C-1994 |

### Títulos internacionales
| Título                 | Club (*)      | Ciudad         | Año  |
| ---------------------- | ------------- | -------------- | ---- |
| Supercopa Sudamericana | Independiente | Avellaneda     | 1994 |
| Recopa Sudamericana    | Independiente | Tokio          | 1995 |
| Supercopa Sudamericana | Independiente | Río de Janeiro | 1995 |